# Isak Alfthan
Isak Anton Alfthan, född 16 augusti 1888 i Viborg, död 26 december 1955, var en finländsk militär inom jägarrörelsen.
Alfthan, som var son till kommerserådet Ferdinand Alfthan och Vivia Agda Lindqvist, blev student 1906 och blev filosofie kandidat 1910. Han studerade vid Uppsala universitet 1907–1908 och i London 1912. Han anslöt sig till Jägarbataljon 27 1915, verkade 1916–1917 i exil i Sverige, var chef för underrättelsetjänsten vid generalstaben 1919–1920, kompanichef 1920–1921, officer vid försvarsministeriet 1924–1928, adjutant vid Helsingfors kommendantkontor 1928–1929 och generalstabsofficer 1935–1944. Han blev reservlöjtnant 1918, reservkapten 1919, kapten 1920, major 1938 och överstelöjtnant 1940.